# Bistum Gamboma
Das Bistum Gamboma (lateinisch Dioecesis Gambomensis, französisch Diocèse de Gamboma) ist eine in der Republik Kongo gelegene römisch-katholische Diözese mit Sitz in Gamboma. Es umfasst das Département Plateaux.

## Geschichte
Papst Benedikt XVI. gründete das Bistum am 22. Februar 2013 aus Gebietsabtretungen des Bistums Owando und unterstellte es dem Erzbistum Brazzaville als Suffraganbistum.